# Rickard Lindqvist
Rickard Lindqvist, född 3 maj 1978, är en svensk modeskapare. 
Rickard Lindqvist är utbildad i herrskrädderi och modedesign vid Högskolan i Borås och driver varumärket som bär hans namn. Hans design kännetecknas av avantegardistisk mönsterkonstruktion och klassiskt skrädderi. 

## Utmärkelser
- 2004 Sisley award, Mittelmoda Fashion Awards
- 2009 Sten A Olssons kulturstipendium